# Thyrgis basipunctata
Thyrgis basipunctata är en fjärilsart som beskrevs av Erich Martin Hering 1926. Thyrgis basipunctata ingår i släktet Thyrgis och familjen björnspinnare. Inga underarter finns listade i Catalogue of Life.